# Крумов, Пётр
Петр Петров Крумов (болг. Петър Петров Крумов, р.18 сентября 1941) — болгарский борец греко-римского стиля, чемпион мира, призёр чемпионатов Европы.

## Биография
Родился в 1941 году в Софии. В 1964 году завоевал бронзовую медаль на мемориале Ивана Поддубного в Москве. В 1968 году стал чемпионом мемориального турнира имени Дана Колева, а также завоевал серебряную медаль чемпионата Европы, но на Олимпийских играх в Мехико стал лишь 5-м. В 1969 году стал чемпионом мира. В 1970 году стал серебряным призёром чемпионата мира.